# Establo Kiriyama
El Establo Kiriyama (桐山部屋, Kiriyama-beya) fue un establo de entrenamiento de sumo profesional. El recinto formó parte del ichimon Tatsunami. Fue fundado en enero de 1995 por el ex komusubi Kurosegawa tras independizarse del antiguo establo Isegahama, llevándose consigo a los miembros restantes del difunto establo Onaruto el cual cerró a finales de 1994. En el año 2000, Kiriyama absorbió al antiguo establo Kise, y en 2007 a su establo líder, Isegahama. Para 2009, poseía un total de siete luchadores. Ese mismo año, el establo también produjo a su primer sekitori, el mongol Tokusegawa. Kiriyama también fue hogar del yobidashi de más alto rango en el sumo.
El establo cerró oficialmente tras el torneo de enero de 2011. El 27 de enero de 2011, la Asociación Japonesa de Sumo aprobó la transferencia del personal del establo Kiriyama al establo Asahiyama. Once miembros fueron incorporados a Asahiyama, mientras que Kokichi fue transferido al establo Tomozuna, y el gyōji Shikimori Kiichiro, al igual que el tokoyama Tokosaku, fueron movidos al establo Oitekaze.

## Dueños
- 1995–2011: El vigésimo (20°) Kiriyama (ex komusubi Kurosegawa)

## Exluchadores destacados

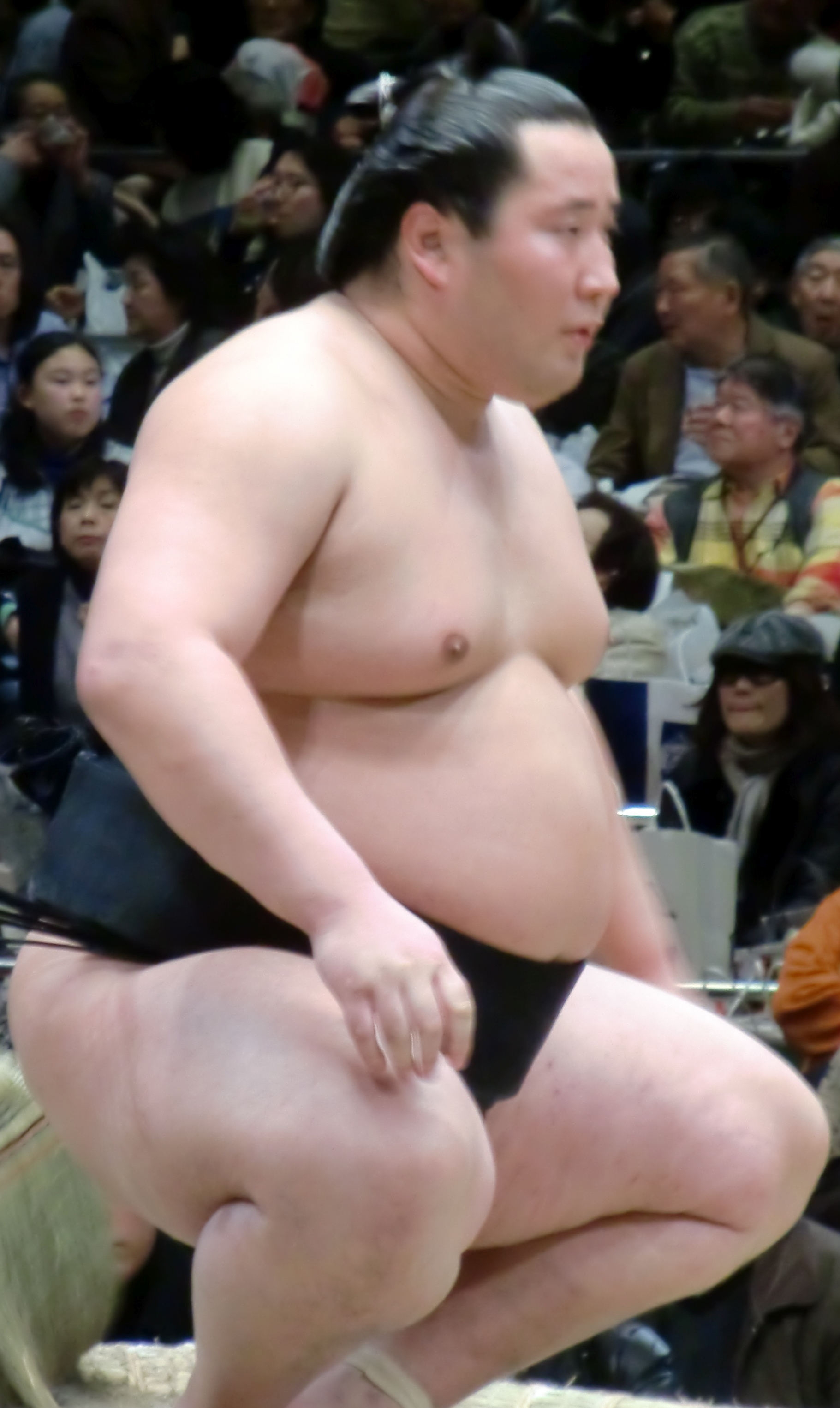
Tokusegawa fue el primer sekitori producido por el establo Kiriyama

- Tokusegawa (ex maegashira)

## Entrenadores
- Urakaze (ex maegashira Teruzakura)

## Gyōji
- Shikimori Kiichiro (jūryō gyōji)

## Yobidashi
- Hideo (tate-yobidashi)
- Koji (makuuchi yobidashi)